# Gà Tè
Gà Tè hay còn gọi là Gà lùn là một giống gà có nguồn gốc ở Việt Nam, chúng được coi là giống gà cổ xưa của người Việt, được chăn nuôi từ lâu. Đây là giống gà quý thuộc diện cần bảo tồn nguồn gen giống vật nuôi hiện nay. 

## Phân bố
Chúng có tên gọi là gà tè bởi theo tiếng dân tộc địa phương có nghĩa là thấp lè tè hay thấp tè, mô phỏng theo hình dáng của chúng, hay chỉ việc đẻ sai trứng đẻ tè tè tức đẻ nhiều. Trước đây, nông dân thường nuôi nhỏ lẻ cải thiện bữa ăn trong gia đình. Giống gà này phân bố rải rác tại nhiều các tỉnh miền núi phía Bắc: Phú Thọ, Hòa Bình, Thanh Hóa, Tuyên Quang, Yên Bái, Hà Tây cũ, Hà Nội. Trong thời gian qua, đã có các nhà khoa học đã toả đi tới nhiều địa phương có gà Tè như Thanh Hóa, Tuyên Quang, Yên Bái để thu thập gà Tè về nhằm bảo vệ khỏi sự lai tạp.

## Đặc điểm
Ngoại hình đặc trưng nổi bật của giống gà này là chân thấp lè tè, dáng đi lạch bạch, quản chân (phần xương) rất ngắn chỉ khoảng từ 5 – 7 cm. Khối lượng gà mới nở nặng khoảng 25 gam/con. Gà tè thuộc dòng gà khai thác trung & dài ngày, khoảng 6 tháng tuổi con trống nặng 1.6 kg, con mái năng 1.3 kg. Đa số gà trống màu lông sặc sỡ, một số con đen tuyền có đốm trắng trên đầu, bụng. Màu lông của chúng là loại đa sắc như vàng rơm, vàng đất, hoa mơ, tía mận, nâu đậm, nâu nhạt ở các cá thể gà mái. Còn ở gà trống cũng là dạng đa sắc nhiều màu, đặc trưng có điểm xuyến ánh biếc ở đuôi, cánh, và phần vai cánh. Mào thuộc mào đơn (dạng mào cờ cổ) với đặc trưng rất riêng có 5 răng cưa màu đỏ tươi, dạng mào tích và mào nụ cũng có nhưng số lượng ít.
Gà Tè thuộc loại chân rất ngắn, xương nhỏ, thịt nhiều, thơm ngon. Thịt gà Tè thuộc loại gà xương nhỏ, thịt nhiều, thơm ngậy. Trọng lượng gà Tè to vừa phải rất phù hợp bữa ăn gia đình của người Việt. Đặc biệt, nếu gà tè nuôi thả tự nhiên sẽ ngon thêm, thịt gà tè được xếp hạng thuộc dòng đặc sản hiếm có khó tìm. Theo kinh nghiệm, nông dân thường chọn những con gà mái chân ngắn, dáng lùn, đít xệ, lưng nở để làm giống sinh sản bởi đẻ nhiều trứng hơn các cá thể khác, tỷ lệ ấp nở cao hơn, nuôi con khéo léo. Gà Tè bắt đầu đẻ từ lúc 120 - 150 ngày tuổi, nếu nuôi thả tự nhiên gà sẽ đẻ 3 - 4 lần/năm. Mỗi lần đẻ từ 15 - 18 quả. Thuộc loại gà mắn đẻ và tiêu tốn ít thức ăn. Khối lượng trứng 48 - 48 gam/quả. Lượng trứng cao, 80-120 quả/mái (nếu nuôi nhốt không cho ấp), nuôi con khéo, kiếm ăn giỏi nhưng giống gà này đang bị mai một.

## Thực trạng
Hiện tại giống gà này rất quý không chỉ về giống, giá trị dinh dưỡng vốn có, gà tè còn mang cả yếu tố văn hóa người Việt cổ, giống gà này rất cần được bảo tồn và phát triển.
Gà Tè, hay có tên gọi khác là Gà Lùn là giống gà quý, gà cổ xưa của người Việt cổ. Vì công tác tổ chức bảo tồn giống chưa được quan tâm, việc lai tạo giống hiện nay trong dân tự phát và theo kinh nghiệm là chủ yếu do đó giống gà tè thuần chủng trước kia theo thời gian bị lai tạp với nhiều giống gà khác nhau, số gà tè thuần chủng còn rất ít. Với số giống còn lại, gà Tè cũng đang đứng trước nguy cơ bị tuyệt chủng nếu không có biện pháp bảo tồn bởi giống gà này hiện đã bị lai tạp với nhiều dòng gà công nghiệp khác. 